# Pembine (Wisconsin)
Pembine – jednostka osadnicza w Stanach Zjednoczonych, w stanie Wisconsin, w hrabstwie Marathon.